# Hyalorrhipis arabica
Hyalorrhipis arabica är en insektsart som beskrevs av Boris Petrovich Uvarov 1936. Hyalorrhipis arabica ingår i släktet Hyalorrhipis och familjen gräshoppor. Inga underarter finns listade i Catalogue of Life.